# Сороко, Святослав Иосифович
Святослав Иосифович Сороко (род. 8 февраля 1942, д. Малая Плотница, Брестская область) — советский и российский учёный-физиолог, доктор медицинских наук, профессор, член-корреспондент РАН (2000).

## Биография
Родился 8 февраля 1942 года.
В 1967 году — окончил Ленинградский санитарно-гигиенический медицинский институт.
В 1970 году — защитил кандидатскую, а в 1981 году — докторскую диссертацию.
С 1970 по 1989 годы — работал в Научно-исследовательском институте эпидемиологии и микробиологии АМН СССР.
В 1989 году — избран членом-корреспондентом Академии наук Киргизской ССР.
С 1989 по 1993 годы — директор Института физиологии и экспериментальной патологии высокогорья Академии наук Киргизской ССР.
С 1993 года — главный учёный секретарь Научного совета РАН по физиологическим наукам. С 1998 года заведует Межинститутской лабораторией сравнительных эколого-физиологических исследований ИЭФБ РАН и Международного научно-исследовательского центра «Арктика» Дальневосточного отделения РАН (ныне лаборатория сравнительных эколого-физиологических исследований ИЭФБ РАН), с 1998 года — заведует лабораторией.
В 2000 году — избран членом-корреспондентом РАН.
В настоящее время — главный научный сотрудник Института эволюционной физиологии и биохимии РАН.

## Научная деятельность
Крупный учёный в области экологии человека и нейрофизиологии, внёс большой вклад в развитие учения об индивидуально-типологических особенностях нервной системы человека, в раскрытие механизмов саморегуляции мозга и их роли в процессах адаптации.
Вёл исследования по расшифровке алгоритмов саморегуляции мозга, впервые раскрыл основные закономерности организации биоэлектрических процессов мозга (ЭЭГ), позволившие выделить индивидуальные типы центральных механизмов регуляции и понять изменчивость реакций нервной системы на внешние воздействия, и была показана перспективность этого направления исследований в клинической нейрофизиологии.
Работы в области теории и практики адаптивного биоуправления позволили впервые в нашей стране разработать портативные устройства для непрерывного контроля и коррекции психофизиологического состояния человека с помощью ЭЭГ-обратных связей.
Результаты исследований нашли практическое применение при отборе полярников, спецконтингента для работы в условиях высокогорья, пустыни, гермообъектах с замкнутой системой жизнеобеспечения.
Участник трёх антарктических экспедиций, высокогорных научных экспедиций в Тянь-Шань и Памир, в районы Севера, участвовал в комплексных исследованиях по моделированию космических полётов в Наземном экспериментальном комплексе ИМБП РАН.
Под его руководством защищено 4 докторские и 13 кандидатские диссертации.
Автор более 300 научных работ, из них 8 монографий.
Участие в научно-организационной работе
- Учёный секретарь научного совета РАН по физиологическим наукам
- член президиума Санкт-Петербургского отделения образования и развития науки РАЕН
- постоянный представитель России по биологии и медицине в международном комитете по изучению Антарктики (SСАR)
- заместитель руководителя Федеральной научно-технической программы «Глобальные изменения природной среды и климата»
- член редколлегий журналов «Физиология человека», «Российский физиологический журнал им. И. М. Сеченова»

## Награды
- Государственная премия СССР (1987) — за выдающийся вклад в развитие фундаментальных исследований по изучению адаптации человека в экстремальных условиях и внедрение новых методов отбора, контроля и коррекции состояний человека в особых условиях обитания